# Mon pote le gitan (film)
Pour l’article homonyme, voir Mon pot' le gitan.
Pour plus de détails, voir Fiche technique et Distribution.
Mon pote le gitan est un film français réalisé par François Gir en 1959. Cette comédie met en vedette le populaire acteur Jean Richard et permet à Louis de Funes alors âgé de 45 ans, de s'affirmer dans un rôle de premier plan alors qu'il triomphe au théâtre la même année avec Oscar de Claude Magnier. Le ressort comique repose sur l'opposition avec une famille bourgeoise parisienne conservatrice avec celle des gitans vivant en banlieue, particulièrement délurée.

## Résumé
Les « Védrines », dont le chef de famille est éditeur, ont pignon sur rue à Paris. Les « Pittuiti », eux, sont des Gitans qui campent dans la banlieue. La jeune Zita fait partie de la tribu et rencontre Théo Védrines, le rejeton de l'éditeur, séducteur déluré. Zita est bientôt obligée d'annoncer à sa famille qu'elle attend un enfant. Scandale chez les Pittuiti, qui chargent le frère de Zita d'appliquer la loi du talion, Bruno doit séduire à son tour la plaisante Gisèle Védrines. Pourquoi pas ? Mais tandis que Théo devient peu à peu anarchiste, Bruno s'embourgeoise d'autant plus que Védrines lui découvre un vrai talent d'écrivain. Bruno et Gisèle seront tout de même aussi heureux que peuvent l'être Théo et Zita.

## Fiche technique
- Titre : Mon pote le gitan
- Réalisation : François Gir, assisté de Alain Blancel, Francis Caillaud
- Scénario : d'après la pièce Les Pittuiti's de Michel Duran
- Adaptation : Guy Lionel, Alain Blancel, François Gir
- Dialogues : Michel Duran
- Décors : Louis Le Barbenchon
- Photographie : Michel Rocca
- Montage : Suzanne de Troye, assistée de Raymonde Guyot
- Son : Jacques Gallois
- Opérateur : Paul Rodier, assisté de Jean malasséna et Paul Martin
- Musique : Marc Heyral
  - À la guitare : Joseph Reinhardt ; (Éditions : Capitole)
  - La chanson Mon pote le gitan de Jacques Vérières et Marc Heyral est interprétée par son auteur
- Maquillage : Serge Groffe
- Habilleuse : Dolly Cousteau
- Perchman : Jacques Bissières
- Photographe de plateau : Jean Klissak
- Script-girl : Suzelle Forest
- Administrateur : André Baud
- Recorder : Jean Bareille
- Régisseur extérieur : Éric Simon
- Régisseur adjoint : Adrien Rouyer
- Accessoiriste : Roger Ballengier
- Tournage : du 20 juin au 31 juillet 1959 dans les studios de Boulogne
- Laboratoire Franay L.T.C Saint-Cloud
- Chef de production : André Labrousse, André Baud, Raymond Borderie
- Production : Floralies Films, C.I.C.C (Compagnie Industrielle et Commerciale Cinématographique) et Licorne Films (France)
- Distribution : C.C.F.C
- Enregistrement : Western Electric Système Sonore
- Effets spéciaux : LAX
- Pays :  France
- Format :  Noir et blanc - 35 mm - Son mono
- Durée : 87 minutes
- Genre : Comédie
- Date de sortie : 
  - France - 2 décembre 1959

## Distribution
- Louis de Funès : Gaston Védrines, éditeur
- Jean Richard : M Pittuiti, le gitan
- Brigitte Auber : Odette, la bonne
- Grégory Chmara : le « Pépé »
- Michel Subor : Bruno Pittuiti, le fils du gitan
- Guy Bertil : Théo Védrines, le fils de l'éditeur
- Lila Kedrova : « La Choute »
- Simone Paris : Mme Védrines
- Anne Doat : Gisèle Védrines, la fille
- Joseph Reinhardt : le musicien
- Thérésa Dmitri : Zita Pittuiti, la fille
- Jacqueline Caurat : la reporter
- Luce Fabiole
- Jacques Vérières
- Odile Poisson
- Robert Destain
- François Bonnefois
- Éliane Martel
- Monique Dagand